# Methos
Methos Alias Adam Pierson es un personaje de ficción del multiverso Highlander, apareciendo inicialmente en Highlander the series es el inmortal más antiguo de todos, tiene más de 5500 años, Methos afirma haber conocido a Helena de Troya, Sócrates, Julio César, Jesús y Cleopatra. En su primera reunión con MacLeod, dijo que no mucha gente puede decir que ha visto presentarse en el mismo escenario a Julio César y los Rolling Stones. El personaje es interpretado por el actor Británico Peter Wingfield. 

## Biografía
En el siglo XX y XXI tiene por amigo a Duncan MacLeod "El Highlander", un inmortal escocés de más de 400 años al que ayuda en varias ocasiones y quien estima mucho. También es amigo de Joe Dawson , un mortal que es miembro de "Los vigilantes", una organización secreta que vigila a los inmortales para desarrollar las crónicas de sus vidas. Methos perteneció a los vigilantes entrando con el apodo de Adam Pierson, simulando ser mortal. También es amigo de Amanda una inmortal de más de 1000 años que a su vez es amante de su amigo Duncan MacLeod. 
Methos es un personaje misterioso e interesante. Piensa que la vida está por encima de cualquier cosa y sostiene que los inmortales no son buenos ni malos, sino ambas cosas. En la antigüedad, Methos formó parte junto con otros 3 inmortales Kronos, Caspio y Silas, de los cuatro jinetes del apocalipsis que sembraron el terror entre mortales e inmortales de aquella época. Pero cuando Kronos encuentra a Methos a finales del siglo XX, este le hace saber que los otros dos inmortales aún viven. Kronos y Methos los consiguen y los 4 jinetes están juntos de nuevo para sembrar el terror en tiempos modernos, pero cuando Duncan MacLeod los busca para detenerlos matando a Caspio y a Kronos, Methos mata a Silas, acto que le crea un enorme dolor ya que era su amigo, Macleod evita que la bruja inmortal Kassandra, de quien los jinetes habían abusado hacia más de 3000 años, mate a Methos.
Duncan MacLeod siempre cuestionó la ambigüedad de su amigo Methos, pero siempre lo comprendió y aprendió de él que hay que aceptar lo que eres, seas quien seas. Methos también aparece en la película "Highlander (juego final)" en donde salva junto con Joe Dawson a Duncan MacLeod de unos vigilantes rebeldes que le tenían secuestrado.
En la película "Highlander (El Origen)" Methos ayuda a Macleod y a otros 2 inmortales a encontrar el cáliz sagrado de los inmortales. Los otros dos mueren, y Methos se lanza a una horda de caníbales para que Macleod se pueda enfrentar al Guardián del Origen.
Methos, fue mentor de Lord Byron, personaje que inspiró dentro de la lógica de la serie, la historia de Frankenstein. Byron fue también según la serie el Jim Morrison de la banda "The Doors". Su pupilo fue decapitado por Macleod por impulsar a un joven guitarrista a usar droga hasta que murió por sobredosis.
A Methos no le gusta pelear, no porque no sepa, sino porque valora la vida por sobre todas las cosas. Es por mucho el personaje favorito de muchos fanes de la serie. Ha tenido cientos de amantes, nadie, ni el mismo sabe realmente su edad. Pero es un personaje que estima a los mortales y a los inmortales. Después de "Highlander (El Origen)" no se sabe si murió o no dentro de la trama.